# Campionat d'Espanya de trial 1970
La temporada de 1970 del Campionat d'Espanya de trial fou la 3a edició d'aquest campionat, organitzat per la Reial Federació Motociclista Espanyola. El calendari oficial constava de 6 proves puntuables, celebrades entre l'11 de gener i el 17 de maig. La totalitat de les proves programades es disputaren als Països Catalans: Trial de Reis (11 de gener), Manresa (25 de gener), Trial de la Paella (15 de febrer), Trial de Sant Llorenç (15 de març), Trial de Primavera (5 d'abril) i Campelles (17 de maig).

## Classificació final
Font:
| Posició | Pilot          | Motocicleta | Punts |
| ------- | -------------- | ----------- | ----- |
| 1       | Ignasi Bultó   | Bultaco     | 57    |
| 2       | Pere Pi        | Montesa     | 52    |
| 3       | Fernando Muñoz | Bultaco     | 49    |
| 4       | ?              | ?           | ?     |
| 5       | ?              | ?           | ?     |
| 6       | ?              | ?           | ?     |
| 7       | ?              | ?           | ?     |
| 8       | ?              | ?           | ?     |
| 9       | ?              | ?           | ?     |
| 10      | ?              | ?           | ?     |